# Daily Chronicle
Le Daily Chronicle était un journal quotidien britannique créé en 1872 et qui a fusionné avec le Daily News en 1930.

## Historique
Le Daily Chronicle était un journal quotidien britannique créé en 1872 sous le titre Clerkenwell News ; son prix s'élevait à un demi-penny. En 1876, il est racheté par Edward Lloyd et rebaptisé le Daily Chronicle. Sa diffusion à travers Londres passe de 8 000 à 140 000 exemplaires. Comme la plupart des journaux britanniques, le Daily Chronicle soutenait un parti politique : la gauche du Parti libéral avec David Lloyd George et donc, la participation britannique dans la Première Guerre mondiale.
Il est fusionné avec le Daily News le 2 juin 1930, donnant naissance au News Chronicle.

## Auteurs publiés
Parmi les personnalités qui ont contribué au magazine, on note : 
- des auteurs :  Joseph Conrad, Conan Doyle,

## Rédacteurs en chef
- 1872 : J. A. Manson
- 1877 : R. Whelan Boyle
- 1890 : Alfred Ewan Fletcher
- 1895 : Henry William Massingham
- 1899 : W. J. Fisher
- 1904 : Robert Donald
- 1918 : Ernest Perris